# Mutilazioni genitali femminili

Le mutilazioni genitali femminili (MGF), talvolta chiamate escissioni o circoncisioni femminili anche se questa terminologia è ancora fonte di dibattito, sono pratiche tradizionali che vengono eseguite in vari paesi con finalità non terapeutiche, e possono ledere fortemente la salute psichica e fisica di bambine e donne che vi sono sottoposte. Trovano la loro diffusione in diversi paesi africani, in Indonesia, in Malaysia, ma spesso solo presso alcuni gruppi etnici presenti in tali paesi. In Sud America sono praticate tra gli emberá-chamí della Colombia. Le MGF possono risultare eseguite, illegalmente, anche nei paesi in cui gli individui provenienti da tali società siano migrati. Tuttavia, storicamente queste sono state praticate anche in Europa, dove dal XIX al XX secolo si è assistito a interventi di clitoridectomia finalizzati alla cura dell'isteria femminile.
L'Organizzazione Mondiale della Sanità ha stimato che siano già state sottoposte alla pratica più di 200 milioni donne e ragazze nel mondo ogni anno di età fra gli 1 e 15 anni. Il 6 febbraio si celebra in tutto il mondo la Giornata internazionale contro le mutilazioni genitali femminili.
Le pratiche di mutilazioni genitali, eseguite e tramandate dalle donne più anziane del gruppo, rientrano nell'ambito del controllo socioculturale del corpo femminile da parte delle comunità stesse.
Non è possibile sottrarvisi, pena l'esclusione e l'ostracizzazione della bambina (e futura donna) dal gruppo stesso, nonché l'impossibilità di trovare un marito, fattore essenziale per il suo mantenimento e la sua sopravvivenza futuri.
Tali pratiche si configurano come atto di estrema misoginia delle società patriarcali che le esprimono poiché non solo negano il piacere sessuale alle donne (riservandolo così ai soli uomini), ma creano loro anche problemi fisici di varia gravità.
Le pratiche di circoncisione genitale sono invasive, non necessarie, pericolose, dolorose e assai traumatiche, poiché vengono recise parti sane dell'apparato riproduttivo femminile, cosa che può portare facilmente a complicazioni di natura igienico-sanitaria nel breve e lungo periodo e, nei casi più estremi, alla morte per dissanguamento o shock. 
Le mutilazioni sono praticate per scopi religiosi e tradizionali, affinché le giovani crescano controllabili, remissive e sottomesse, quindi risultino accettate all'interno del gruppo sociale di cui sono parte al fine di conservarlo.

## Controversie sul terminemutilazione
Alcuni studiosi ritengono che l'espressione mutilazione genitale femminile possa apparire stigmatizzante e controproducente al fine di instaurare una comunicazione con le donne soggette a questo fenomeno, pertanto ritengono più idoneo il termine neutro di modificazione genitale femminile. Tuttavia l'espressione mutilazione genitale femminile, è stata ufficialmente ripresa negli anni novanta sia dal Comitato Inter-africano sulle pratiche tradizionali (IAC) che dall'Organizzazione mondiale della sanità (OMS). Il 16 giugno 2008 otto organizzazioni delle Nazioni Unite, fra cui l'OMS elaborano una dichiarazione inter-istituzionale in cui fra l'altro si dichiara che mutilazioni genitali femminili è considerato il termine migliore per sostenere l'abbandono della pratica a livello internazionale.

## Tipi di MGF
L'Organizzazione mondiale della sanità (OMS) ha classificato, a partire dal 1995 e con aggiornamenti nel 2007 e nel 2016, le MGF (mutilazioni genitali femminili) in 4 tipi differenti, con varie sottocategorie.
- Tipo I: rimozione parziale o totale del clitoride e/o del suo prepuzio.
  - Tipo Ia: rimozione del prepuzio/cappuccio clitorideo (circoncisione).
  - Tipo Ib: rimozione del clitoride insieme con il prepuzio (clitoridectomia).
- Tipo II: rimozione parziale o totale del clitoride e delle piccole labbra, con o senza l'asportazione delle grandi labbra. Questa tipo è anche denominato escissione.
  - Tipo IIa: rimozione delle sole piccole labbra.
  - Tipo IIb: rimozione parziale o totale del clitoride e delle piccole labbra.
  - Tipo IIc: rimozione parziale o totale del clitoride, delle piccole labbra e delle grandi labbra.
- Tipo III: restringimento dell'orifizio vaginale con creazione di una chiusura ottenuta tagliando e riposizionando le piccole labbra o le grandi labbra, con o senza l'ablazione del clitoride. In molti casi i lembi cutanei delle labbra sono cuciti insieme, e il nome per designare questa operazione è infibulazione.
  - Tipo IIIa: rimozione e apposizione delle piccole labbra con o senza escissione del clitoride.
  - Tipo IIIb: rimozione e apposizione delle grandi labbra con o senza escissione del clitoride.
- Tipo IV: tutte le altre pratiche reputate dannose per i genitali femminili realizzate per scopi non terapeutici.[11]

Queste pratiche sono eseguite in età differenti a seconda della tradizione: per esempio in Somalia si praticano sulle bambine, in Uganda sulle adolescenti, mentre in Nigeria veniva praticato sulle neonate.
Tutte queste mutilazioni ledono gravemente sia la vita sessuale sia la salute delle donne, ed è a tutela di queste ultime che si adoperano i movimenti per l'emancipazione femminile, soprattutto in Africa.
Le mutilazioni genitali femminili hanno gravissime conseguenze sul piano psicofisico, sia immediate (con il rischio di emorragie a volte mortali, infezioni, shock), sia a lungo termine (cisti, difficoltà nei rapporti sessuali, rischio di morte nel parto sia per la madre sia per il nascituro). Inoltre impedisce alle donne di procurarsi piacere in modo autonomo.

## Trattamento e riparazione
È possibile provare a ricostruire l'area genitale femminile con un intervento chirurgico. I risultati possono variare. Lo sviluppo di nuovi miglioramenti nelle operazioni di ricostruzione esistenti può richiedere più tempo. I trattamenti conosciuti sono:
- Vulvoplastica.
- Labioplastica.
- Clitoroplastica.
- Vaginoplastica.

Il prepuzio del clitoride può essere ridotto, ma, durante le riduzioni, potrebbe succedere un qualche tipo di lesione permanente dei nervi di clitoride. Pertanto, alcuni lo considerano un tipo di mutilazione genitale femminile.

## Campagne politiche internazionali contro le Mutilazioni Genitali Femminili
Numerose campagne per l'abbandono delle mutilazioni genitali femminili sono state lanciate dagli anni novanta in poi da alcune associazioni come Amnesty International. Alcune di queste dal Partito Radicale nella persona della leader politica Emma Bonino nel 2009 e successivamente nel 2010, che, a fianco dell'organizzazione Non c'è pace senza giustizia, ha organizzato eventi, iniziative e conferenze sull'argomento con politici europei e africani.
Il 20 dicembre 2012 l'Assemblea generale delle Nazioni Unite ha approvato la risoluzione sulla messa al bando universale delle mutilazioni genitali femminili. La risoluzione, depositata dal gruppo dei Paesi africani, è stata in seguito sponsorizzata dai due terzi degli stati membri delle Nazioni Unite.
Il 1º giugno 2015, l'allora presidente nigeriano Goodluck Jonathan ha firmato un disegno di legge che istituisce il reato di mutilazione genitale femminile. La pena massima prevista è di quattro anni di carcere con una multa pari a 900 euro.
Il 2 dicembre 2022,  presso Palazzo Bembo a Venezia, è stata organizzata “Women in Love”, la prima video-mostra dedicata alla battaglia contro le Mutilazioni Genitali Femminili (MGF) organizzata da Angels Onlus (Associazione Nazionale Giovani Energie Latrici di Solidarietà) L'artista Benedetta Paravia, autrice dei sette video programmati, ha previsto l’utilizzo dei proventi per donare operazioni chirurgiche gratuite alle donne colpite

## Riferimenti normativi
- Art. 25-quater.1 del Decreto legislativo 8 giugno 2001, n. 231 - Disciplina della responsabilita' amministrativa delle persone giuridiche, delle societa' e delle associazioni anche prive di personalita' giuridica, a norma dell'articolo 11 della legge 29 settembre 2000, n. 300